# Paratendipes bifascipennis
Paratendipes bifascipennis är en tvåvingeart som först beskrevs av Tokunaga 1940.  Paratendipes bifascipennis ingår i släktet Paratendipes och familjen fjädermyggor.
Artens utbredningsområde är Taiwan. Inga underarter finns listade i Catalogue of Life.